# Szymon Majewski
Szymon Tadeusz Majewski (ur. 1 czerwca 1967 w Warszawie) – polski dziennikarz, prezenter radiowy i telewizyjny, satyryk, showman oraz aktor.

## Życiorys
Jego dziadkiem był Ignacy Łyskanowski, kapitan Armii Krajowej. Był wychowywany tylko przez matkę. W młodości należał do 16. Warszawskiej Drużyny Harcerskiej im. Zawiszy Czarnego. Jest absolwentem XXI LO w Warszawie. Uczył się także w Szkole Policealnej Pracowników Socjalnych, z wykształcenia jest technikiem autoklawów medycznych z obsługą pieców sterylizacyjnych gazowych i parowych. Po ukończeniu nauki w liceum trafił do zespołu Studio Kineo, w którym ćwiczył pantomimę.
Karierę w mediach rozpoczął w 1990 pracą w nowo powstającym Radiu Zet, z którym związany był przez kolejne 15 lat jako prowadzący programy: Czuj mózg, Sponton, Transmisja z Denver, Szymoniada Majewiada czy Grupa Szczepana. W 1994 zadebiutował na szklanym ekranie występami w talk-show Wieczór z Alicją na antenie TVP, dla której następnie prowadził programy tj. Słów cięcie-gięcie i Sympatyczny program dla miłych ludzi (oba w TVP2). W latach 1998–1999 był gospodarzem programu Szymon mówi Show realizowanego dla Canal+.
W drugiej połowie lat 90. zadebiutował w rolach aktorskich, wcielając się w Mioducha w filmach Juliusza Machulskiego Kiler (1997) i Kiler-ów 2-óch (1999).

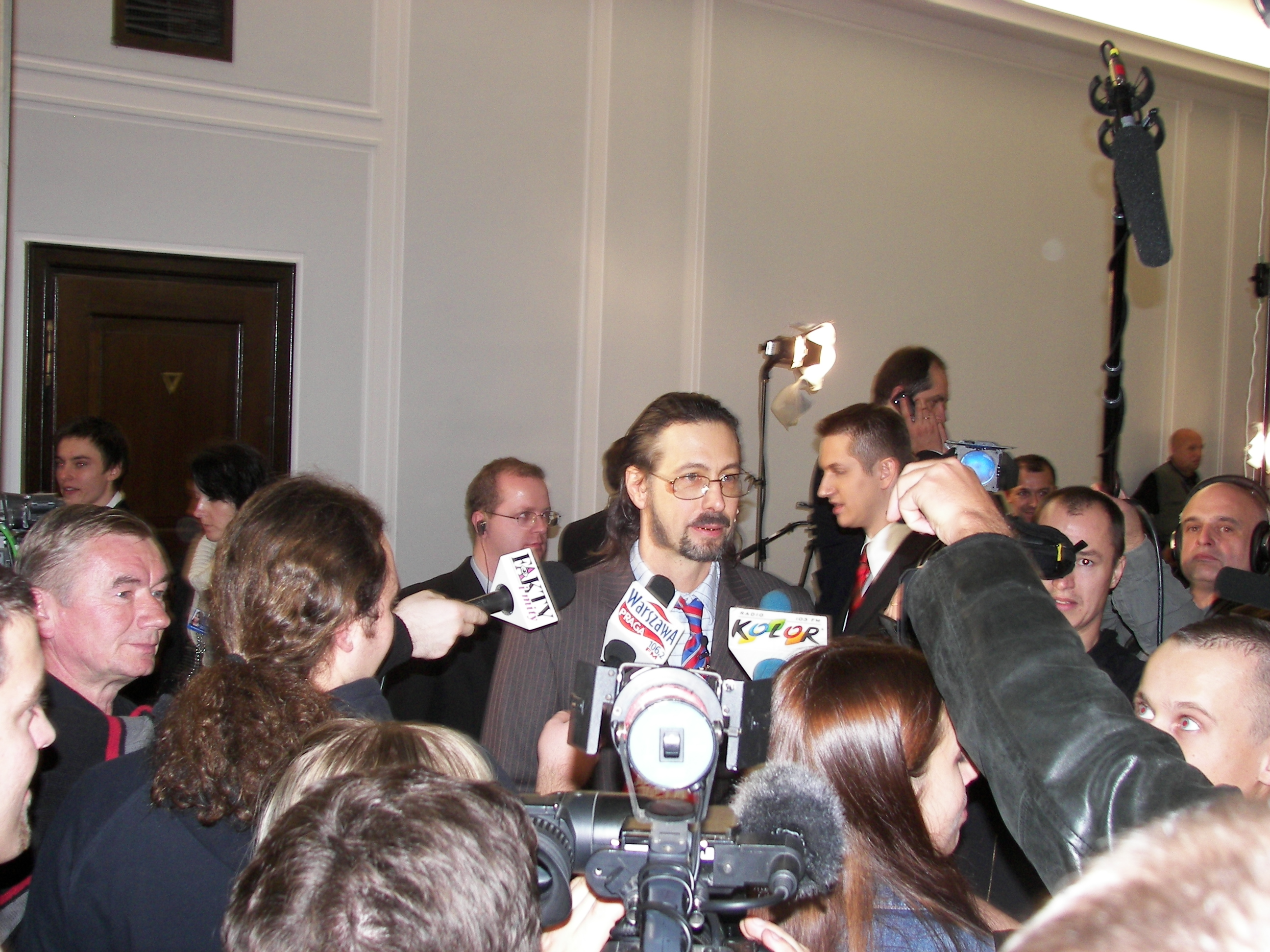
Szymon Majewski jako Ędward Ącki podczas happeningu w Sejmie, listopad 2007

Odmówił prowadzenia programów Idol w Polsacie i Jestem jaki jestem w TVN. W 2004 nawiązał współpracę z TVN, przez kolejne osiem lat prowadził programy: Mamy cię! (2004–2005), Szymon Majewski Show (2005–2011), HDw3D Telewision (2011) i Szymon na żywo (2012). W 2005 zagrał księcia w spektaklu telewizyjnym Kopciuszek w reżyserii Krystyny Jandy oraz odebrał Wiktora dla osobowości telewizyjnej. Również w 2005 premierę miała książka biograficzna Majewskiego „Spowiedź świra”, będąca wywiadem-rzeką przeprowadzonym przez Agnieszkę Lesiak. W 2008 ukazała się reedycja książki – „Showman, czyli spowiedź świra”.
29 listopada 2012 zakończył współpracę z telewizją TVN, po czym 10 grudnia założył kanał na YouTube Szymon Majewski, na którym publikował m.in. vlogi. W latach 2012–2014 współprowadził poranny program Radia Eska Szymorning.
Latem 2014 powrócił na antenę Radia Zet, dla którego początkowo prowadził audycję PogoDyńka, następnie Bułka z Szymkiem i Nieporadnik małżeński, a od września 2015 do czerwca 2023 przeprowadzał wywiady z osobowościami medialnymi w programie Nie mam pytań. We wrześniu 2023 zaczął prowadzić miniaudycję Szymon Majewski Szał.
W 2021 roku wraz z Joanną Kołaczkowską zaczął tworzyć podcast Mówi się.

## Życie prywatne
Jest żonaty z Magdą, z którą ma dwoje dzieci: Zofię i Antoniego. Jego kuzynem jest Michał Pol.

## Filmografia
- Kiler (1997) jako Mioduch
- Kiler-ów 2-óch (1999) jako Mioduch
- E=mc² (2002) jako dr Adam Kuczka, kolega Maksa Kądzielskiego na wydziale
- Superprodukcja (2002) jako prezenter telewizyjny
- Niania (2006) jako on sam odc. 33

## Udział w reklamach
- 2011–2014: kampania reklamowa PKO Banku Polskiego[19].
- 2016–2021: kampania reklamowa Plusa[20].

## Nagrody i wyróżnienia
- Wiktory 2004 w kategorii debiut „Odkrycie telewizyjne roku” (nominowany też w kategoriach „Prezenter lub spiker TV” i „Wiktor publiczności”)
- Fenomen „Przekroju” (2005)
- Telekamery 2006 w kategorii „Rozrywka”
- Świry 2006 w kategorii „Osobowość TV”
- Telekamery 2007 w kategorii „Rozrywka”
- Świry 2007 w kategorii „Teleświr”
- Wiktor 2007 w kategorii „Twórca najlepszego programu telewizyjnego”
- MediaTory 2007 laureat AkumulaTORa
- Telekamery 2009 w kategorii „Osobowość w rozrywce”
- Świry 2009 w kategorii „Osobowość TV”
- Telekamery 2010 Złota Telekamera za całokształt twórczości